# Zelandotipula
Zelandotipula är ett släkte av tvåvingar. Zelandotipula ingår i familjen storharkrankar.

## Dottertaxa tillZelandotipula, i alfabetisk ordning[1]
- Zelandotipula acutistyla
- Zelandotipula associans
- Zelandotipula austrofurcifera
- Zelandotipula azuayensis
- Zelandotipula bisatra
- Zelandotipula calvicornis
- Zelandotipula calypso
- Zelandotipula catamarcensis
- Zelandotipula celestissima
- Zelandotipula chimborazo
- Zelandotipula corynostyla
- Zelandotipula cristalta
- Zelandotipula cristifera
- Zelandotipula cristobtusa
- Zelandotipula daedalus
- Zelandotipula diducta
- Zelandotipula exserrata
- Zelandotipula fassliana
- Zelandotipula flavicornis
- Zelandotipula flavogenualis
- Zelandotipula forsteriana
- Zelandotipula fulva
- Zelandotipula furcifera
- Zelandotipula gracilipes
- Zelandotipula hirtistylata
- Zelandotipula horni
- Zelandotipula infernalis
- Zelandotipula juturna
- Zelandotipula laevis
- Zelandotipula lassula
- Zelandotipula longitarsis
- Zelandotipula luteivena
- Zelandotipula melanopodia
- Zelandotipula monostictula
- Zelandotipula nebulipennata
- Zelandotipula neurotrichia
- Zelandotipula nigrosetosa
- Zelandotipula novarae
- Zelandotipula orophila
- Zelandotipula otagana
- Zelandotipula parviceps
- Zelandotipula parvimacula
- Zelandotipula perlongistyla
- Zelandotipula perobtusa
- Zelandotipula perstrangalia
- Zelandotipula peruviana
- Zelandotipula plagifera
- Zelandotipula retrorsa
- Zelandotipula ringens
- Zelandotipula schineri
- Zelandotipula septemlineata
- Zelandotipula serratimargo
- Zelandotipula sinuosa
- Zelandotipula songoensis
- Zelandotipula strangalia
- Zelandotipula subcalypso
- Zelandotipula subfurcifer
- Zelandotipula sublaevis
- Zelandotipula subtarda
- Zelandotipula tarda
- Zelandotipula triatra
- Zelandotipula trichoneura
- Zelandotipula trimaculata
- Zelandotipula trina
- Zelandotipula tuberculifera
- Zelandotipula uniatra
- Zelandotipula wardiana
- Zelandotipula vivida
- Zelandotipula vulpes
- Zelandotipula yungasicola
- Zelandotipula zamorae